# Salto Mortale (1931)
Salto Mortale ist ein deutscher Spielfilm aus dem Jahre 1931 von E. A. Dupont mit Anna Sten und Adolf Wohlbrück in den Hauptrollen. Die gleichnamige Romanvorlage lieferte Alfred Machard.

## Handlung
Jim und Robby arbeiten ziemlich lustlos als Löwenwärter im Cirkus Central. Ihr eintöniges Leben ändert sich schlagartig an dem Tag, an dem die junge blonde Artistin Marina, eine Kunstreiterin aus Russland, sich dem finanziell maroden Zirkusbetrieb anschließt. Die Dinge ändern sich, als Zirkustüftler Grimby eine neue Sensation aufnehmen möchte, die so genannte „Todesschaukel“, mit der ein sensationeller Trick, in deren Mittelpunkt der Salto Mortale steht, dargeboten werden soll. Für diese Nummer werden zwei Artisten benötigt. Marina ist fasziniert von dem sensationellen Act und will gern dabei sein. Einen zweiten Artisten zu finden, erweist sich als deutlich schwieriger. Erst nach einigem Hin und Her zeigt sich Jim dazu bereit, mit Marina die Nummer einzustudieren. Grimby erklärt den Ablauf: Beide Artisten schwingen in einem Gefährt, der Todesschaukel, hin und her durch die Lüfte. An einem bestimmt Punkt löst sich der Wagen von der Befestigung und fliegt quer über die Manege durch das Zirkuszelt, um schließlich im Nichts zu verschwinden. Am höchsten Punkt folgt der Moment, in dem die beiden Artisten frei durch die Luft fliegen und ein herabhängendes Trapez ergreifen müssen, um sich zu retten und unter der Zirkuskuppel hin- und herzuschwingen. Nach dem ersten erfolgreichen Probedurchlauf beschließen Marina und Jim, diese Nummer fortan gemeinsam zu machen. Robbys Aufgabe in dieser Nummer wird sein, im richtigen Moment den Schalter zum Auskoppeln der schwingenden Wagenschaukel zu betätigen.
Eines Tages kommt es zu einem schweren Unglück, bei dem Jim lebensgefährlich verletzt wird. Fortan wird er nicht mehr einsatzfähig sein. Aus Mitleid willigt Marina ein, ihn zu heiraten. Jim versucht Robby dazu zu überreden, statt seiner den Salto Mortale mit Marina zu machen, während er fortan den Auslösemechanismus zum Abkoppeln des Wagens betätigen will. Doch Robby ist weiterhin widerstrebend, zumal er die Sorge hat, dass er sich in Marina verlieben und infolgedessen in einen schweren Gewissenskonflikt geraten wird. Tatsächlich verliebt sich auch Marina in den attraktiven Artisten. Auch sie versucht zu verhindern, dass irgendjemand etwas davon mitbekommt, denn beide fürchten, dass der behinderte Jim sich etwas einfallen lassen könnte, um sich an beiden zu rächen. Robby kann diese Heimlichkeiten nicht länger ertragen und sucht mit Jim die Aussprache. Anders als vermutet, ahnt Jim rein gar nichts von beider Liaison, sodass Robby nun tatsächlich den tief verletzten Jim zu fürchten hat. Es geschieht wie befürchtet: Eines Tages betätigt Jim absichtlich den Schalter zu spät, sodass es zum freien Fall von Robby und Marina kommt. Während es Robby dennoch gelingt, das Trapez zu ergreifen, kann sich Marina an einer Fahne festklammern. Robby gelingt es anschließend, Marina zu retten. Jim hat ein Einsehen, dass er Marina verloren hat, und kehrt reumütig zu seinem alten Job als Löwenwärter zurück.

## Produktionsnotizen
Mit Salto Mortale kehrte Regisseur Dupont in dasjenige Filmgenre zurück, in dem er 1925 mit Varieté seinen größten Triumph gefeiert hatte. Gedreht wurde ab dem 29. Januar 1931 im Zirkus Busch. Die Atelieraufnahmen begannen am 16. Februar desselben Jahres in den UFA-Ateliers von Neubabelsberg. Die Uraufführung erfolgte Ende Mai 1931 in Wien. Berliner Premiere war am 14. August 1931.
Jacob Lorsch und Werner Stark übernahmen die Produktionsleitung, Ralph Baum die Aufnahmeleitung. Carl Zuckmayer verfasste die Dialoge zu dem Drehbuch von Rudolph Katscher und Egon Eis. Die Filmbauten schufen Alfred Junge und Fritz Maurischat. Die Liedtexte verfasste Fritz Rotter. Es spielte die Kapelle Curt Lewinnek. Walter Rühland sorgte für den Ton. Fritz von Friedl war Kameraassistent.
Es wurde folgender Musiktitel gespielt: „Das, was war, bleibt ein Geheimnis“.
Parallel dazu drehte Dupont eine französischsprachige Fassung mit Gina Manès, Daniel Mendaille und Léon Roger-Maxime in den Hauptrollen.

## Kritiken
Die Österreichische Film-Zeitung lobte den Film sehr und schrieb unter der Überschrift „Triumph des Sprechfilms“ 1931: „Das Interesse ist mit dem ersten Bild geweckt und wächst mit jeder Szene. Der Wurf ist geglückt, Dupont hat wieder einmal seine eminente Künstlerschaft vollgültig erwiesen. Seit ‚Varieté‘ sah man nichts ähnliches. (…) Die technische Lösung der großen Zirkussensation, die immer wieder Neues, Ueberraschendes, Atembeklemmendes bringt, ist meisterhaft gesteigert und zeigt uns Dupont neuerlich als souveränen Beherrscher der neuen Kunstgattung. Die Photographie läßt keinen Wunsch offen. Ihre Stärke: Tiefenwirkung und Brillanz – eine Augenweide. Die Musik, die völlig neue Wege geht, wahrt Stil, ist dabei farbig und dramatisch.“
Die moderne Kritik kam zu folgender Einschätzung: „Ein Hybridwerk aus der Übergangszeit vom Stumm- zum Tonfilm – und gespalten ist auch Adolf Wohlbrücks Performance: Mal glänzt er durch schiere körperliche Anmut, mal arbeitet er den Charakter des Robby nur durch wenige wohl modulierte Worte heraus. (…) Fließende Formen, sich stetig in Licht und Bewegung wandelnd. Überall leuchtende Dynamik. Das Schwarz und Weiß bei Dupont, schreibt Lotte Eisner, bekomme optische Lebendigkeit, die einem farbigen Eindruck nahekomme.“